# Inzkofen
Inzkofen ist ein Weiler in der Gemeinde Wang im oberbayerischen Landkreis Freising.

## Teile der Gemarkung Inzkofen
- Bergen, Kirchdorf
- Burgschlag, Weiler
- Dornhaselbach, Weiler
- Einhausen, Einöde
- Grub, Einöde
- Holzdobl, Einöde
- Inzkofen, Weiler
- Murr, seit 1. Januar 1979 bei Moosburg an der Isar
- Schöneck, Einöde
- Seeberg, seit 1. Januar 1976 bei Haag an der Amper
- Seer, seit 1. Januar 1976 bei Haag an der Amper
- Sixthaselbach, Kirchdorf
- Weghausen, Einöde

## Geschichte
Inzkofen, wie auch das benachbarte Schweinersdorf und Hagsdorf wurden im Zuge der Verwaltungsreformen in Bayern 1818 selbstständige politische Gemeinden.
Am 1. April 1971 wurde die Gemeinde Schweinersdorf aufgelöst. Die Gemeindeteile Schweinersdorf, Hagsdorf (kam 1935 zu Schweinersdorf) und Schlag kamen zur Gemeinde Inzkofen. Seit dem 1. Mai 1978 gehört Inzkofen zur Gemeinde Wang.

## Sehenswürdigkeiten
Die katholische Filialkirche St. Jakobus der Ältere in Inzkofen ist ein romanischer Saalbau mit stark eingezogenem Polygonalchor und neugotischem Dachreiter, barockisiert.